# FIVB Volleyball Challenger Cup (herrar)
FIVB Volleyball Challenger Cup var en årlig volleybollturnering för herrlandslag som organiserades av FIVB mellan 2018 och 2024. Turneringen var den näst högst rankade av de globala årliga volleybollturneringarna och vinnaren kvalificerade sig för att delta i det efterföljande årets Volleyball Nations League (den högst rankade årliga turneringen). Challenger Cup lades ned efter att FIVB beslutat att istället basera kvalificeringen till Nations League på världsrankingen.
2018 och 2019 spelades turneringen med sex deltagande lag och med ett gruppspel följt av semifinaler, final och match om tredjepris. 2020 och 2021 ställdes turneringen in till följd av Covid-19-pandemin. Från 2022 till 2024 spelades den med åtta deltagande lag i ett rent cupformat med kvartsfinaler, semifinaler, final och match om tredjepris.

## Resultat per upplaga
| Säsong                                                              | Säsong     | Podium    | Podium   | Podium   |
| År                                                                  | Spelplats  | Guld      | Silver   | Brons    |
| ------------------------------------------------------------------- | ---------- | --------- | -------- | -------- |
| 2018                                                                | Matosinhos | Portugal  | Tjeckien | Estland  |
| 2019                                                                | Ljubljana  | Slovenien | Kuba     | Belarus  |
| Ingen turnering genomfördes 2020 och 2021 p.g.a. Covid-19-pandemin. |            |           |          |          |
| 2022 mer information                                                | Seoul      | Kuba      | Turkiet  | Sydkorea |
| 2023 mer information                                                | Doha       | Turkiet   | Qatar    | Ukraina  |
| 2024                                                                | Linyi      | Kina      | Belgien  | Egypten  |

## Medaljliga
| Pos. | Lag       | Guld | Silver | Brons |
| ---- | --------- | ---- | ------ | ----- |
| 1    | Kuba      | 1    | 1      | -     |
|      | Turkiet   | 1    | 1      | -     |
| 3    | Kina      | 1    | -      | -     |
|      | Portugal  | 1    | -      | -     |
|      | Slovenien | 1    | -      | -     |
| 6    | Belgien   | -    | 1      | -     |
|      | Qatar     | -    | 1      | -     |
|      | Tjeckien  | -    | 1      | -     |
| 9    | Belarus   | -    | -      | 1     |
|      | Egypten   | -    | -      | 1     |
|      | Estland   | -    | -      | 1     |
|      | Sydkorea  | -    | -      | 1     |
|      | Ukraina   | -    | -      | 1     |